# 1828 en musique
| \| • Retour à la chronologie générale de la musique populaire • \| |
| XXIe siècle • XXe siècle • XIXe siècle • XVIIIe siècle XVIIe siècle • XVIe siècle • XVe siècle • XIVe siècle XIIIe siècle • XIIe siècle • XIe siècle • Xe siècle IXe siècle • VIIIe siècle • Haut Moyen Âge • Rome • Grèce |
| • Retour à la chronologie générale de la musique populaire • |

| • Retour à la chronologie générale de la musique populaire • |

| Années de la musique populaire : 1825 - 1826 - 1827 - 1828 - 1829 - 1830 - 1831    |
| Décennies de la musique populaire : 1790 - 1800 - 1810 - 1820 - 1830 - 1840 - 1850 |

## Événements
- 4 juillet : l'United States Marine Band interprète la marche Hail to the Chief lors d'une cérémonie présidée par le président des États-Unis John Quincy Adams.
- Chant des partisans de l'Amour (en russe : « По долинам и по взгорьям » : Par les monts et par les vallées), chanson militaire russe.
- Jump Jim Crow, chanson et danse interprétée par Thomas D. Rice, un comédien américain blanc grimé en nègre, qui a contribué à répandre la vague des minstrel shows.

## Naissances
- 26 janvier : Jules Brasseur, de son vrai nom Jules Alexandre Victor Dumont, comédien et chanteur français († 18 janvier 1896).
- 22 septembre : Canon James Goodman, joueur de flûte et de uilleann pipes irlandais, collecteur de musique traditionnelle († 6 octobre 1890).